# クマーウーン

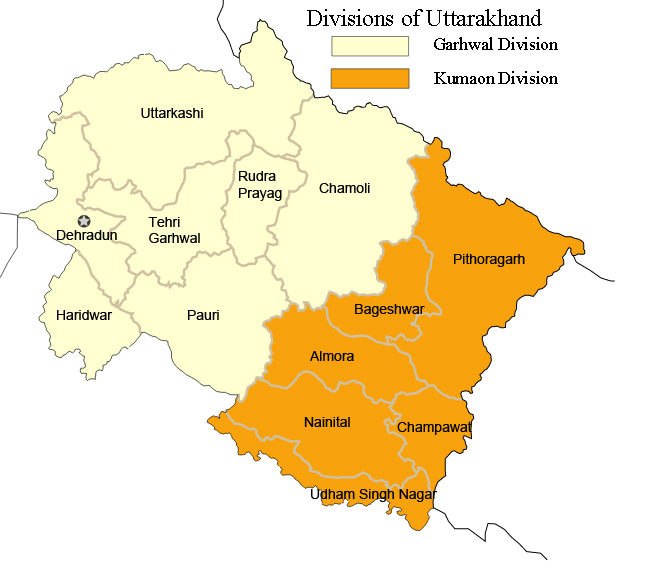
ウッタラーカンド州内のクマーウーンの位置（オレンジ）

ウッタラーカンド州のインド国内の位置

クマーウーン（クマーオニー語：कुमाऊं, /kuːmɔːʊ/ クーモーウ, 英語: Kumaun/Kumaon）は、インド、ウッタラーカンド州の東側の地方。アルモーラー県、バーゲーシュワル県、チャーンパーワト県、ルドラプラヤーグ県、ピトーラーガル県、ナイニータール県、ウダム・シング・ナガルを含む。住民はクマーウーニー語を話す。

## 歴史
6世紀頃以降、クマーウーン王国が創始された。
18世紀末から19世紀初頭にかけて、ネパール王国が侵攻した。
1815年、クマーウーン王国はイギリスと軍事保護条約を結び、その支配下に入った。

## 関連項目

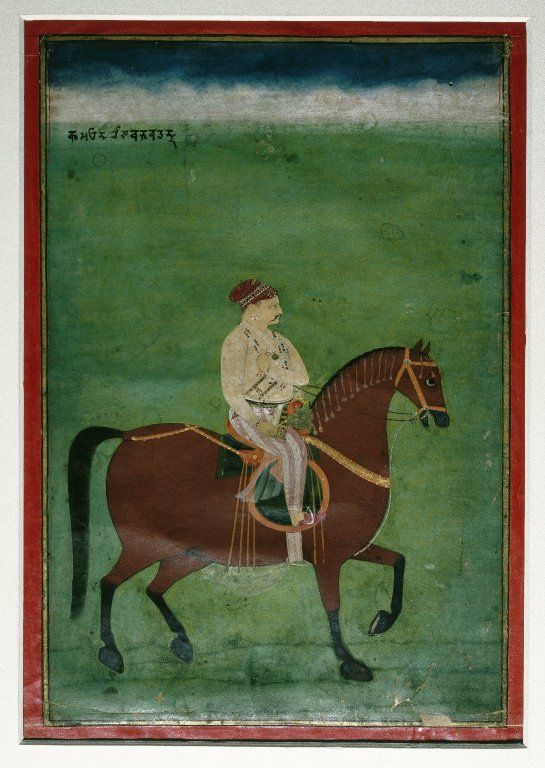
クマーウーン王国の君主 （1750年）